# Enantioptera tetra-alata
Enantioptera tetra-alata är en svampart som beskrevs av Descals 1983. Enantioptera tetra-alata ingår i släktet Enantioptera, divisionen sporsäcksvampar och riket svampar.   Inga underarter finns listade i Catalogue of Life.